# Garcinia jensenii
Garcinia jensenii är en tvåhjärtbladig växtart som beskrevs av W.E.Cooper. Garcinia jensenii ingår i släktet Garcinia och familjen Clusiaceae. Inga underarter finns listade i Catalogue of Life.